# Bpur
BPUR – Ban of Political use of Religion (Divieto dell’uso Politico della Religione) 
 è una campagna che si propone l’adozione da parte dell’Assemblea Generale delle nazioni unite di un progetto di trattato internazionale che vincoli gli stati contraenti a impedire ogni forma di violenza, oppressione e discriminazione in nome di una religione o per ragioni religiose. La campagna è sostenuta dall’omonima organizzazione londinese, fondata dal giornalista iracheno Salam Sarhan e dall’uomo d’affari egiziano Naguib Sawiris.
La campagna propone una proposta di trattato  ed è articolata attraverso un Board of Trustees  (tra i quali l’italiana ex-deputata Elisabetta Zamparutti), un Advisory Council (che comprende il già ministro degli esteri Giulio Terzi e Niccolò Rinaldi, già deputato europeo) e soprattutto una serie di Legislative Sponsors, ovvero membri di numerosi parlamenti europei, africani, americani e asiatici che in modo coordinato svolgono un’azione di persuasione presso i rispettivi governi. 
BPUR non si propone di limitare in alcun modo la libertà religiosa o la stessa identità religiosa di un determinato Stato, e tra i suoi sostenitori figurano numerose autorità religiose, ma di creare una base giuridica specifica nel diritto internazionale che promuova la libertà di religione, l’eguaglianza dei cittadini in base al loro culto, il divieto alle conversioni forzate, la condanna di ogni forma di misura violenta o coercitiva in nome di una qualsiasi pratica religiosa.